# Українсько-італійські відносини
Українсько-італійські відносини — це двосторонні відносини між Україною та Італією у галузі міжнародної політики, економіки, освіти, науки, культури тощо.
Італія визнала незалежність України 28 грудня 1991 року, дипломатичні відносини між двома країнами було встановлено 29 січня 1992 року. 1993 року у Римі Україна відкрила Посольство України в Італії. Посольство Італії в Україні Італія відкрила у Києві.
Станом на серпень 2013 року договірно-правова база українсько-італійських відносин налічує 32 документи, що регулюють двосторонні відносини у майже всіх областях. Основними документами є «Договір про дружбу і співробітництво між Україною та Італійською Республікою».

## Двосторонні зв'язки

### В період Української Народної Республіки та Держави

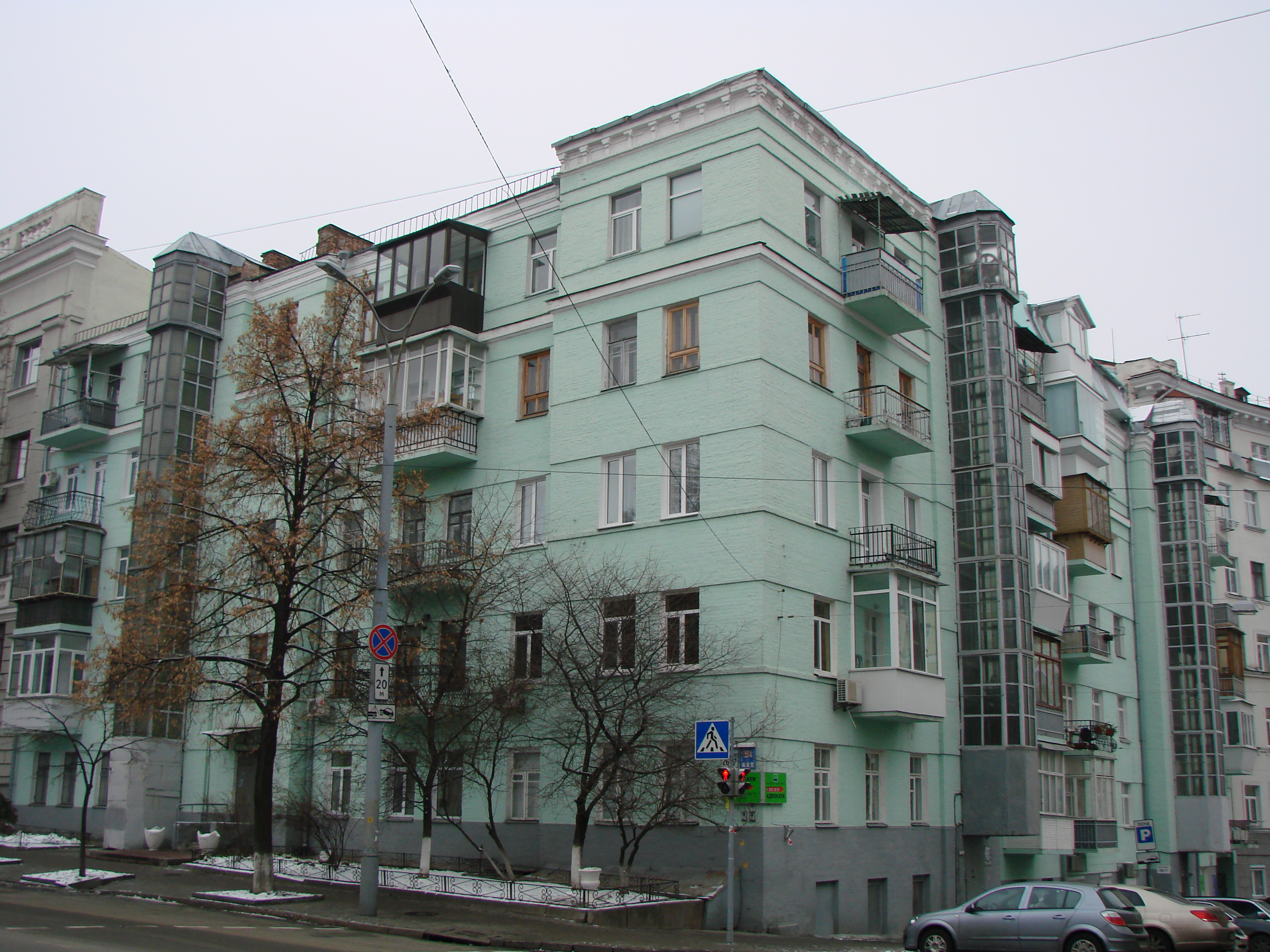
Будинок № 26/17 на Лютеранській вулиці — на його місці до Другої світової війни знахоилась будівля колишнього італійського консульства у Києві

Перші офіційні контакти між Україною та Італією відбулися в період Української Народної Республіки. На момент її проголошення на території України продовжувало функціонувати генеральне консульство Італії в Одесі, а також консульства в Києві, Миколаєві та Бердянську, засновані ще в період Російської імперії. Окрім цього, з захопленої більшовиками у листопаді 1917 року Ставки Верховного головнокомандувача до Києва переїхала Італійська військова місія. Її очільник — генерал Ромеї, разом з іншими головами військових місій Антанти, висловив готовність допомогти УНР людьми, зброєю та фінансами для утримання фронту супроти Центральних держав, а 9 листопада 1917 року її офіцери були присутні на Софійській площі Києва під час урочистого оголошення III Універсалу, яким Центральна Рада проголосила автономну УНР в складі демократичної Росії. Після підписання Брестського миру з Центральними державами УНР спробувала встановлення повноцінні дипломатичні відносин з Королівством Італія — 26 квітня 1918 року голова Ради народних міністрів УНР Всеволод Голубович звернувся до голови Ради міністрів Королівства Італія Вітторіо Орландо з пропозицією «в справі зміцнення дружніх уз призначити свого представника при королівському уряді Італії ... члена Української Центральної Ради пана Миколу Шрага», проте ані за Центральної Ради, ані за Української Держави гетьмана Скоропадського він до обов'язків не переступив. Вже влітку 1918 року німецько-австро-угорське військове керівництво, чиї війська на той час вже зайняли Україну, почали чинити тиск на дипломатичних представників країн-учасниць Антанти — італійський консул був видворений з Бердянська, його колега в Києві втратив повноваження і залишився в місті як приватна особа, генеральний консул в Одесі і консульський агент в Миколаєві вільно виїхали з України за підсумками переговорів між представником Ради міністрів Української Держави Сергієм Гербелем і австро-угорським командуванням. Тільки в листопаді 1918 року італійському консулу в Києві надали дозвіл на відновлення діяльності. Однак після приходу до влади в Україні Директорії Української Народної Республіки і відновлення бойових дій з більшовиками італійські дипломати вже самі ініціювали евакуацію «італійської колонії» з Києва. В її рамках секретар італійського консульства був офіційно прийнятий прем'єр-міністром відновленої УНР Володимиром Чехівським.

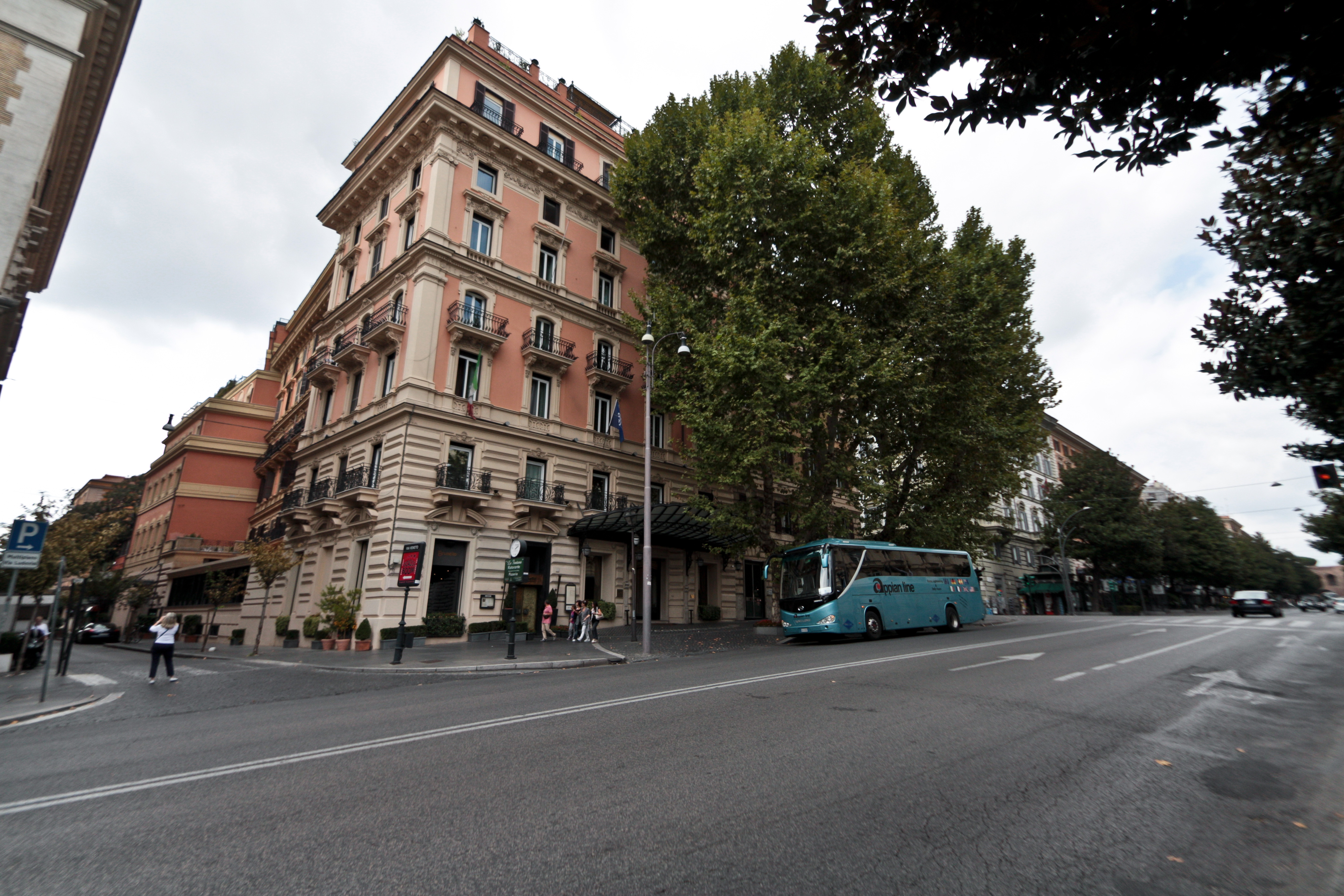
Готель «Regina» — місцезнаходження дипломатичної місії УНР у 1919—1921 роках. Італія, Рим, Віа Вітторіо Венетто, 72

У 1919 році Директорія УНР зробила повторну спробу встановлення повноцінних дипломатичних відносин з Італійським королівством — 5 травня в Рим прибула українська місія на чолі з в. о. її голови Василем Мазуренко. Місія попрямувала до Італії скориставшись візами виданими італійським консулом в Києві, але без відповідного дозволу італійського уряду, чим викликала вкрай негативну реакцію Міністерства закордонних справ Італії. Крім того, українськоге дипломатичне представництво зіштовхнулося з протидією деяких інших іноземних структур в Італії, які з'явилися там раніше: Польського національного комітету, колишнього Російського посольства, представництв Колчака і Денікіна, Центрального комітету галичан-москвофілів. У підсумку, дозволивши залишитися в Римі окремим членам української місії, італійська влада заборонили її діяльність як такої. Проте, не дивлячись на офіційну заборону, італійські чиновники почали встановлювати контакти з тимчасовим керівником української місії:
- Через 3 дні після свого прибуття у Рим Мазуренко був прийнятий міністром громадських робіт Італії Іваное Бономі, який під час зустрічі пообіцяв поклопотатися про організацію аудієнції з міністром закордонних справ. Аналогічне прохання голови МЗС Італії направив і секретар італійського парламенту Гульєльмі[5].
- 15 травня тимчасовий керівник української місії був прийнятий заступником міністра закордонних справ Італії Бораселлі, котрий виконував на той час обов'язки міністра. Він докладно розпитав українського представника про справи в Україні, прийняв меморандум української сторони, пообіцяв надати підтримку перед Урядом Італії та сприяти переїзду у Рим голови дипломатичної місії України Дмитра Антоновича[5].
- На прохання депутата Біссолаті, який вкрай симпатизував Україні, 27 травня в.о. голови місії УНР був прийнятий заступником прем'єр-міністра Італії Колозіумо, який під час аудієнції висловив підтримку незалежності України і порадив зав'язати контакти з місцевою пресою і комерційними колами[5].
- Послухавшись поради Колозіумо Мазуренко вирушив у Брешію, де виступив перед промисловцями, які хотіли налагодити торговельні відносини з Україною[5].

Подібна активність Василя Мазуренка викликала реакцію проросійських сил в італійському уряді. Він був викликаний директором Політичного департаменту МЗС Італії Мандзоні, який в присутності колишнього італійського консула в Одесі Майоні, який був русофілом, почав погрожувати українському дипломату висилкою, якщо той не припинить свою діяльність.

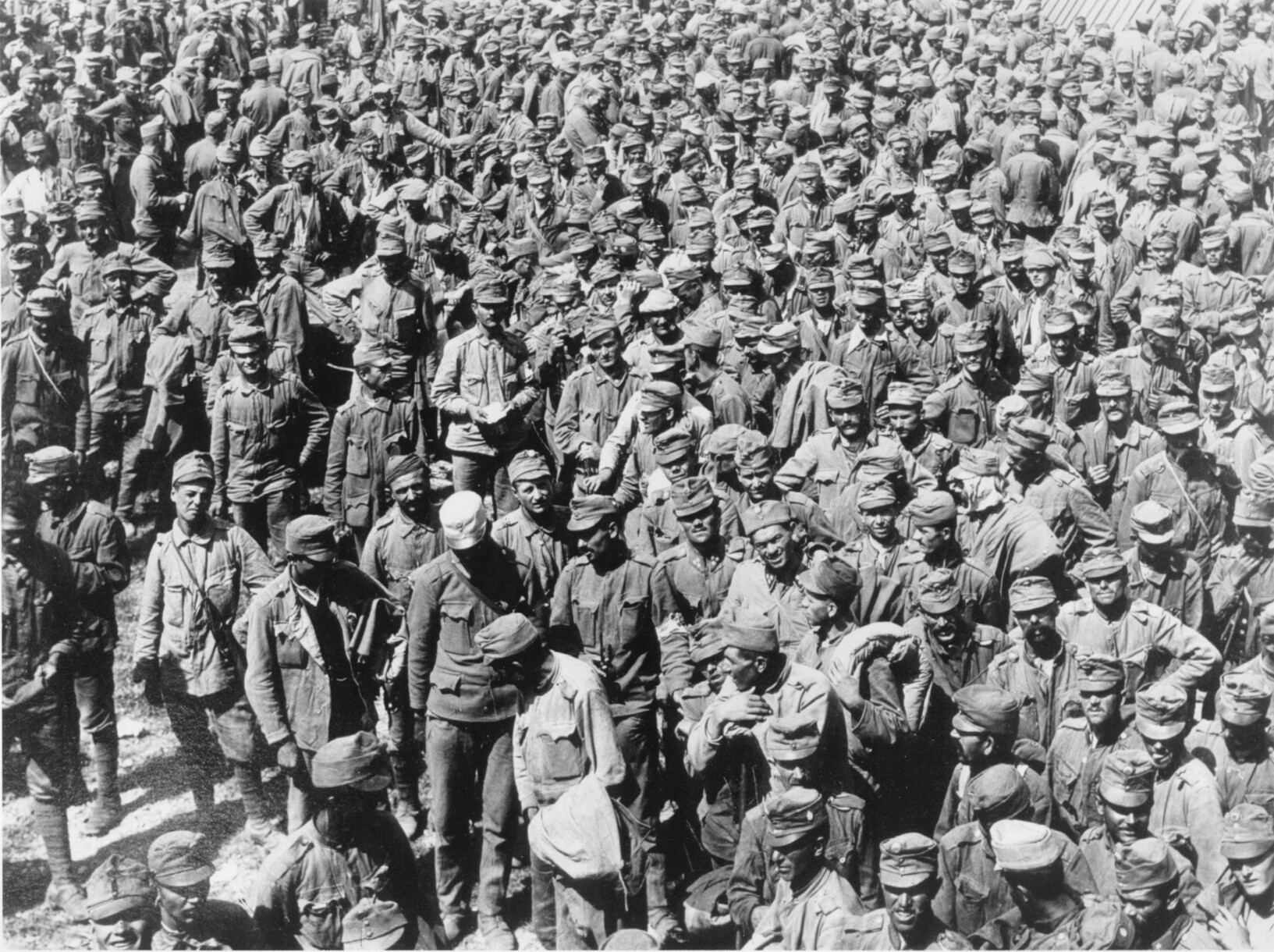
Австро-угорські військовополонені після битви при П'яве. Королівство Італія, 1918 рік

Паралельно з діяльністю української місії відносини з Італією намагалося налагодити і безпосередньо керівництво УНР. 18-20 травня 1919 року пройшли переговори між Головним верховним командуванням Армії Італії та індустріальним синдикатом «Морган, Вітмор і К °», з одного боку, і головою Директорії УНР Симоном Петлюрою та членом Директорії УНР Андрієм Макаренком, з іншого. Під час них був обговроений розвиток торговельних відносин між двома країнами, подальша доля близько 130 000 українців-військовополонених з колишньої Австро-угорської армії, які перебували в Італії в більш ніж 20 таборах, а також узгоджені наступні умови:
- Головне верховне командування Італійської армії висловило згоду щодо характеру організації та озброєння полонених, і заявило про можливість їх доправлення своїм водним та сухопутним транспортом в розпорядження УНР[5];
- «Морган, Вітмор і К °» зобов'язався на підставі цієї угоди укомплектувати всім необхідним військовим майном українських полонених, а також забезпечити резервний запас відповідного майна[5];
- Головне верховне командування Італійської армії вимагало, щоб українські полонені, як знову організована військова сила, використовувалися виключно для боротьби з більшовизмом[5];
- Всі поставки товарів, а також забезпечення військовополонених обмундируванням і амуніцією, мали оплачуватися наступним чином[5]:
  - Внесення завдатку в лірах або леях;
  - Першу авансову суму необхідно було внести у державний Національний банк в Неаполі[en];
  - Загальний розрахунок міг бути зроблений шляхом товарообміну;
- Італія в якості товару для товарообміну бажала отримати хліб та інші продукти, для регламентації цін на які необхідно було створити змішану комісію[5];
- Заявлялося про можливість негайного початку відправки полонених і надання італійських інструкторів для них[5];
- Синдикат брав на себе зобов'язання за попередньою згодою надати всі необхідні товари для армії та мирного населення, а також брав на себе відповідальність за їх транспортування до зазначених кордонів[5];
- Італійська сторона ставила умовою підписання угоди прибуття українських представників у Неаполь не пізніше 29 травня 1919 року[5].

Однак підписання прелімітарних умов було зірвано — Всеволод Голубович отримав повноваження на ведення переговорів від імені Уряду УНР тільки 28 травня, а полковник Петро Болбочан, який мав займатися організацією військовополонених, був заарештований у зв'язку з участю у змові проти Петлюри.

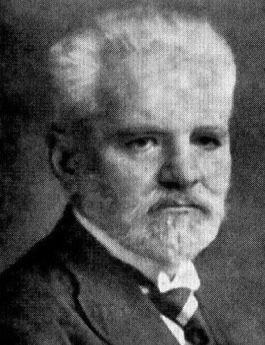
Голова дипломатичної місії УНР у Королівстві Італія Дмитро Антонович

Незважаючи на провал підписання угоди і протидію проросійських сил за літо 1919 року українська місія в Італії досягла значних успіхів. Мазуренко заручився підтримкою підприємців Неаполя, які запропонували свої послуги для відкриття Італо-Української комерційної палати. Відразу після цього він отримав запрошення на аудієнцію до міністра продовольчих справ Муріялді, якому передав фінансово-економічний меморандум. Міністр Муріялді зацікавив українським питанням міністра торгівлі і промисловості Данте Ферраріса, який 21 липня офіційним листом запросив Василя Мазуренко відвідати своє міністерство — це було перше офіційне запрошення, у якому місія почала іменуватися дипломатичною, а її голова — міністром. Міністр Ферраріс, в свою чергу, заявив, що є прихильником незалежної України, але негайне визнання її незалежності залежить багато в чому від тих практичних наслідків, які матимуть для Італії економічні відносини з УНР. В цей же час в підтримку визнання незалежності України виступила Італійська народна партія, яка мала 106 депутатів в італійському парламенті. Крім того змінилася позиція італійської преси, яка зацікавилася українськими подіями і прихильно відгукувалася про боротьбу УНР за незалежність. Наслідком цих подій став офіційний прийом прибулого до Риму голови Української дипломатичної місії Дмитра Антоновича в Міністерстві закордонних справ Італії. За його підсумками місії було дозволено вивісити відповідні вивіски на своїх приміщеннях, подавати ноти і офіційні заяви в МЗС Італії, а на Антоновича, як реального представника Уряду УНР, покладена відповідальність за всіх українських громадян, які приїжджали до Королівства Італія. Крім того були покарані чиновники італійського МЗС, які протидіяли українському представництву — Мандзоні був звільнений, а Майоні отримав догану і був відсторонений від українських справ. Однак Україні не вдалося сформувати з українських військовополонених нові частини армії УНР, так як максимум на що пішло італійський уряд — дозволив українцям з Галичини та Буковини з вересня 1919 року виїжджати до Польщі, Румунії чи в білу Росію в розпорядження Колчака або Денікіна. Побувавши 23 березня 1920 року на прийомі у міністра закордонних справ Італії Вітторіо Шалой представник УНР у Великій Британії Арнольд Марголін також отримав запевнення в підтримці незалежності УНР, проте не домігся прогресу в питанні військовополонених.
З літа 1920 року уряд та парламент Італії взяли курс на фактичне визнання Радянської Росії. В загльному запалі підтримки російського пролетаріату лише Італійська народна партія закликала розрізняти «Росію півночі — Росію Москви і Росії півдня — Росію Києва, України, між якими існує більш глибока різниця в мові, в звичаях, соціальній структурі, ніж між Францією та Італією». Також продовжували публікуватися прихильні до України статті в італійській пресі. Однак, виходячи з того, що український хліб, українське вугілля та українською залізо на той момент реально могли поставити лише більшовики, вже у 1921 році Уряд Італії пішов на укладення офіційного угоди і встановлення відносин з Радянською Україною.
Представники України при уряді Королівства Італія:
- Микола Шраг. Призначений у квітні 1918 року, не приступив до виконання обов'язків[5].

Голови дипломатичної місії УНР в Королівстві Італія:
- Василь Мазуренко. Виконуючий обов'язки, приступив до виконання обов'язків у травні 1919 року[5];
- Дмитро Антонович. Приступив до виконання обов'язків у вересні 1919 року[5].

Генеральні консули Італії в Одесі:
- граф Юліан де Візарт. Продовжив виконувати обов'язки після проголошення УНР[3];
- маркіз П'єтро Тамаз дела Торрето. Призначений у січні 1918 року[3];
- Артуро Маффі. Призначений у жовтні 1919 року[3].

Консули Італії в Києві:
- Карл Фішман. Продовжив виконувати обов'язки після проголошення УНР[3].

Консули Італії в Миколаєві:
- де Кіріко. Продовжив виконувати обов'язки після проголошення УНР[3].

### В період Української СРР

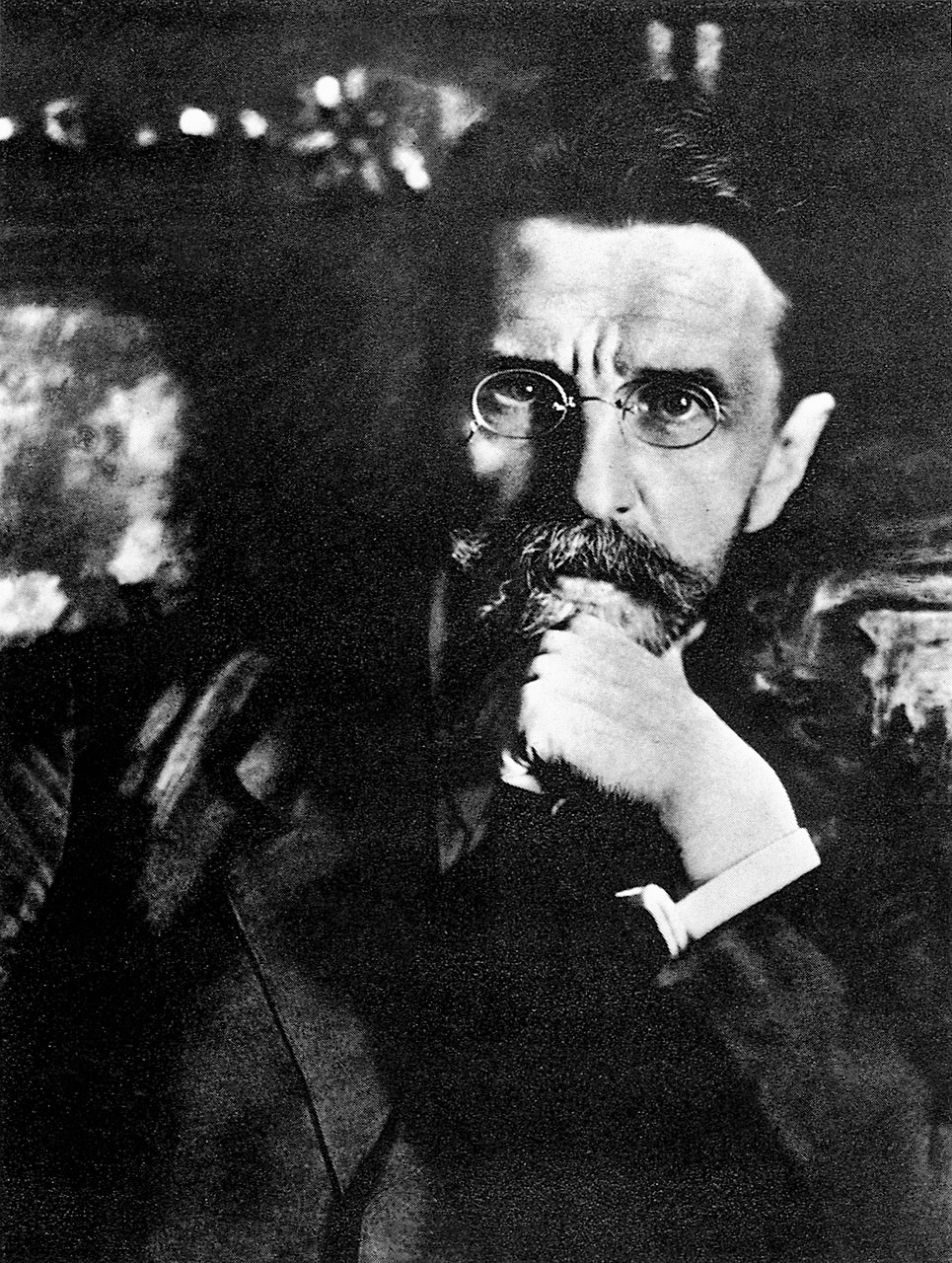
Повпред и торгпред УСРР у Королівстві Італія Вацлав Воровський

На початку 1919 року, після захоплення більшовиками Києва та Одеси, нова влада висунула вимогу до іноземних дипломатів, які перебували в цих містах, з'ясувати готовність їх урядів до офіційного визнання Української Соціалістичної Радянської Республіки. До 1 травня 1919 року італійський консул отримав офіційну відповідь на цей запит, яка виявився негативною, що призвело до позбавлення його дипломатичного імунітету та закриття консульства більшовиками.
У 1921 році УСРР зробила спробу налагодити відносини з Королівством Італія. 26 грудня 1921 року повноважний представник і торгпред Російської СФРР в Італії Вацлав Воровський підписав від імені УСРР «Попередню торгівельну угоду» з італійськими представниками. Нею підписанти встановили торговельні відносини, затвердили ряд взаємних торгових свобод та домовилися обмінятися акредитованими торговими агентами з правом дипломатичного імунітету і візування закордонного паспорта осіб, які мали намір в'їхати на територію їхньої країни. За домовленістю сторін уряд УСРР відмовився від майна Російської імперії та українських національних урядів, яким вони володіли в Італії, а італійський уряд — від майна, яким володів в Україні, коли та перебувала у складі Російської імперії та була під владою національних урядів. Також поновлювався обмін поштовою і телеграфною кореспонденцією. Угода передбачала подальше укладання політичного договору між сторонами, однак він підписаний не був — УСРР отримала визнання з боку Італії тільки де-факто. Не дивлячись на це 14 січня 1922 року Вацлав Воровський був призначений за сумісництвом повпредом і торгпредом УСРР в Італії, а торговим представником Італії у РСФРР та УСРР був призначений Джованні Амадорі. Італійські консульські відділення були відкриті у Харкові, Києві та Одесі.
Повноважні представники УСРР у Королівстві Італія:
- Вацлав Воровський, за сумісництвом повноважний представник РСФРР у Королівстві Італія. Призначений 14 січня 1922 року[7][8].

Торгівельні представники УСРР У Королівстві Італія:
- Вацлав Воровський, за сумісництвом торгівельний представник РСФРР у Королівстві Італія. Призначений 14 січня 1922 року[8];
- Абрам Файнштейн, за сумісництвом торгівельний представник РСФРР у Королівстві Італія. Призначений у 1922 році[8].

Торгівельні представники Королівства Італія в УСРР:
- Джованні Амадорі, за сумісництвом торгівельний представник Королівства Італія в РСФРР. Призначений після 26 грудня 1921 року[8].

Міжурядові угоди:
- Попередня торговельна угода від 26 грудня 1921 року[8].

### Сучасні політичні і дипломатичні зв'язки
З часу встановлення дипломатичних відносин між Італією та Україною, відбулося декілька візитів Президента України до Італії: у травні 1995 року, листопаді 2002 року, жовтні 2008 року, листопаді 2015 року та у лютому 2020. 
Президент Італії перебував в Україні у 1996 році з державним візитом та у 1999 році з робочим.
Прем'єр-міністр Італії відвідував Україну в рамках головування Італії в ЄС в жовтні 2003 року та у березні 2015 року з двостороннім візитом. У 2022 році Прем'єр-міністр Маріо Драгі разом з Президентом Французької Республіки Емманюелем Макроном та Канцлером Німеччини Олафом Шольцем відвідали Україну для перемовин з Президентом України Володимиром Зеленським.
У березні 2012 року заступники міністрів закордонних справ у Римі провели двосторонні політичні консультації, а у червні Міністр закордонних справ України Костянтин Грищенко зустрівся у Трієсті зі заступником Міністра закордонних справ Італії М. Дассу, зустріч проходила у межах засідання міністрів закордонних справ держав-членів ЦЄІ

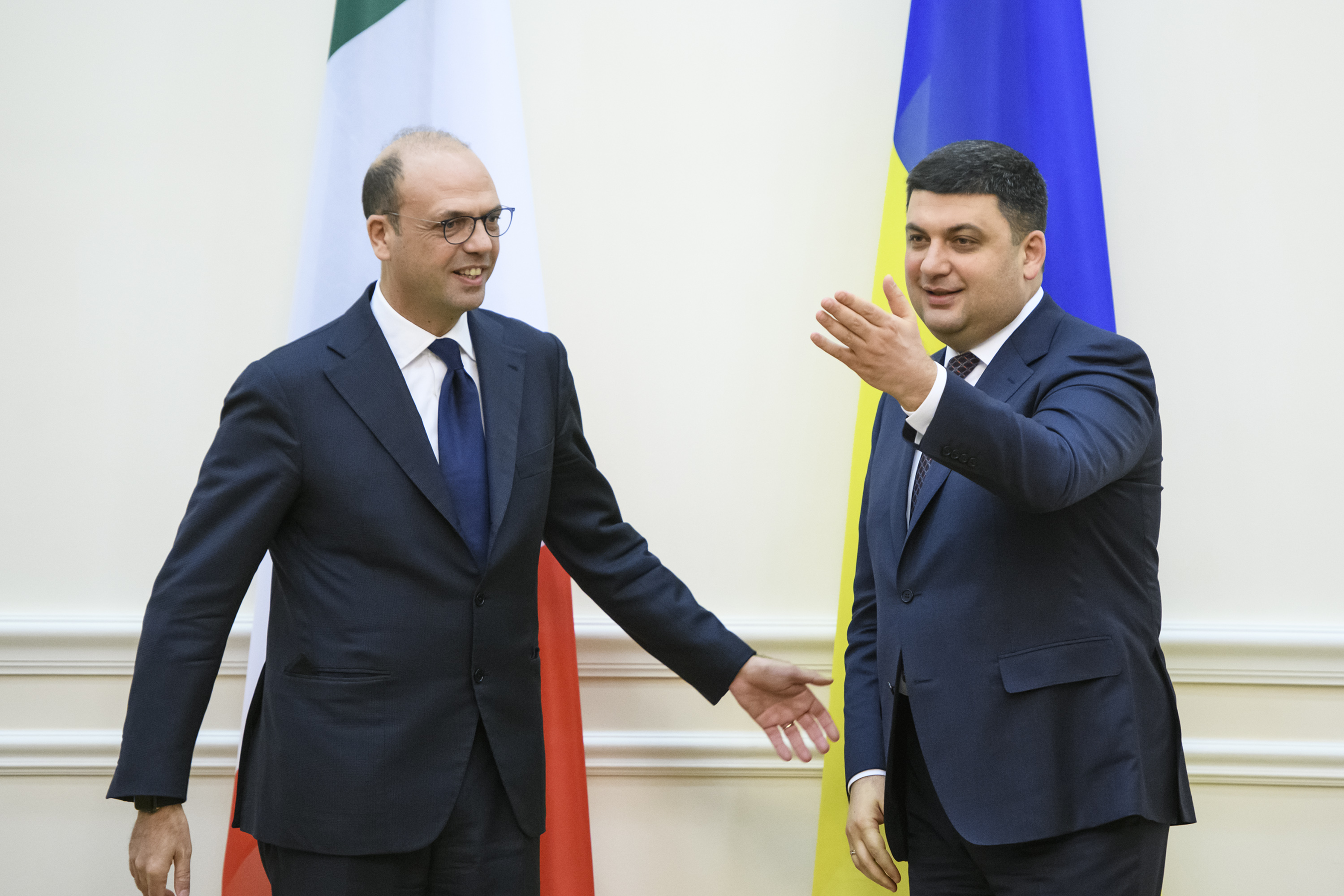
Прем’єр-міністр України Володимир Гройсман з Міністром закордонних справ Італії Анджеліно Альфано

### Економічні зв'язки
У 2018 році Італія увійшла до десятки основних торговельних партнерів України серед країн світу за обсягом торгівлі товарами.
У 2018 році експорт товарів та послуг до Італії становив 2628,8 млн доларів США (на 6,4% більше у порівнянні з попереднім роком), а імпорт італійських товарів становив 1982 млн Доларів США (на 23,6% більше).
Позитивне для України сальдо становило 728,9 млн. дол. США.
Загальний обсяг товарообігу між Італією та Україною у 2018 році становив 4,6 млрд. Доларів США.
Основними товарами українського експорту в Італію є чорні метали, вироби з чорних металів, зернові культури, рослинна олія, глини, деревина і вироби з деревини, насіння і плоди олійних культур, макуха, шкури і шкіра, взуття.
Основними товарами імпорту в Україну є устаткування, машини, палива мінеральні, обладнання, механізми, електричні машини, пластмаси, транспортні засоби, вина, вермути, лікарські засоби, вироби з чорних металів, зчитувальна техніка (лазери), контрольно-вимірювальні прилади тощо, тютюн.
Станом на 1 жовтня 2019 року обсяг прямих інвестицій з Італії в економіку України становив 251,0 млн. дол. США, що становить 0,7% від загального обсягу іноземних інвестицій в Україну..
Розвитку економічних відносин між країнами сприяють міжнародні торговельні організації, такі як Торгово-промислова палата Італії в Україні. Метою організації є підтримка процесу інтернаціоналізації українських та італійських підприємств.

### Гуманітарні зв'язки
Співпраця між Україною й Італією у гуманітаній сфері визначається «Угодою про співробітництво в галузі освіти, культури і науки» від 11 листопада 1997 року. Станом на 2013 рік українські та італійські науково-дослідні установи та університети уклали 48 угод, що регулюють співпрацю у різних облястях науки.
В Італії також влаштовуються Дні України в Римі, Фестиваль української народної творчості «Гілка калини», щоберезня святкуються Шевченківські дні у Римі, а Дня матері щотравеня.
У квітні 2020 Український президент доручив відправити до Італії гуманітарну допомогу для допомоги в боротьбі з пандемією COVID-19. До країни була відправлена бригада українських медиків та засоби для дезінфекції.

### Культурні і торгові зв’язки
Поступово культурні зв’язки між Україною та Італією стають більш міцними. У 2012 році Торгово-Промисловою Палатою Італії в Україні (ТПП Італії) були започатковані «Дні Італії в Україні». Захід вже став традиційним і він організовується щорічно. У 2012 році в рамках проекту пройшли виставки картин італійських сучасних художників у місті Львові та Києві. Після їх завершення відбулася благодійна передача 30 полотен п’ятнадцятьох  художників з Італії Львівській національній картинній галереї мистецтв. Свої роботи Вітторіо Варре, Андреа Болтро, Мауріціо Стелла, Марія Крістіна Конті, Сільвано Д’Орсі, Марія Джоя Дал’Альйо, Анжело ді Томмазо, Роберто Гвадалупі, Федеріко Ерранте,  Роберто Феррарі, Чіріо Палумбо, Роберто Бергонцо, Стефано Пулео, Антоніо Сгарбосса, Родольфо Тонін та Антоніо Згарбосса  передали безкоштовно, для проведення постійної експозиції італійського сучасного мистецтва у приміщенні Львівської Національної галереї (м. Львів, вул. Стефаника, 3). 
У 2013 році під час проведення «Днів Італії в Україні» у Києві відбулась масштабна виставка «Усього найкращого, що є в Італії» - продуктів харчування, ювелірних виробів, дизайну. 
У 2014 році захід отримав своє продовження. До України завітали найкращі виробники італійських продуктів, які провели ряд навчальних семінарів та дегустацій для представників мереж ресторанів та готелів.

## Діаспора

### Українці в Італії
Переважно трудові мігранти останніх часів.